# Océans magazine
Pour les articles homonymes, voir Océan (homonymie).
Océans est un ancien magazine spécialisé, consacré aux sports nautiques, puis exclusivement à la plongée sous-marine, fondé en 1970 à Marseille par Yves Baix. Il a cessé ses parutions en 2007. 
Il avait appartenu successivement à l'éditeur parisien Nautic Press, aux éditions Sofimav (1992) et en dernier lieu au groupe de presse Média plongée (2007).

## Ligne éditoriale
Lors de sa création, Océans est l'unique magazine consacré aux sports nautiques et couvre une multitude de sujets ayant trait à la mer : la plongée et la pêche sous-marines, les bateaux, la voile, le surf... mais resserre sa ligne éditoriale face à l'apparition de nouveaux titres de la presse spécialisé concurrente. 
Désormais consacré exclusivement à la plongée, le magazine se tourne largement vers la connaissance du monde sous-marin et subaquatique, le reportage et les techniques de plongée. Via son site Internet, ses articles sont archivés et mis à la disposition des abonnés.
Consécutivement à son acquisition, le groupe Média plongée, intègre Océans à son Plongée magazine abandonnant l'ancienne formule de celui-ci pour une nouvelle dont le premier numéro sort en juillet 2007.